# Crisis on Infinite Earths
Crisis on Infinite Earths, amerikansk crossover-serie från DC Comics 1985–1986. I stort sett alla DC:s superhjältar och övriga figurer medverkade och bäddade för en nystart av DC:s universum.